# Kumite féminin moins de 55 kg
Le kumite individuel féminin moins de 55 kg est une épreuve sportive individuelle opposant dans un combat des karatékas féminines seniors pesant moins de 55 kg. Cette épreuve proposée en compétition officielle à compter de 2009 est inscrite au programme des championnats du monde de karaté depuis la vingtième édition disputée en 2010 à Belgrade.

## Championnes

### Compétitions mondiales

#### Jeux mondiaux
| Jeux        | Or           | Argent           | Bronze        |
| ----------- | ------------ | ---------------- | ------------- |
| 2013 – Cali | Lucie Ignace | Jelena Kovačević | Yassmin Attia |

#### Championnats du monde
| Championnats    | Or             | Argent           | Bronze                         |
| --------------- | -------------- | ---------------- | ------------------------------ |
| 2010 – Belgrade | Miki Kobayashi | Sara Cardin      | Jelena Kovačević Shannon Nishi |
| 2012 – Paris    | Lucie Ignace   | Jelena Kovačević | Yassmin Attia Miki Kobayashi   |
| 2014 – Brême    | Sara Cardin    | Emily Thouy      | Jana Bitsch Miki Kobayashi     |

### Compétitions continentales

#### Jeux africains
| Jeux               | Or            | Argent                    | Bronze                               |
| ------------------ | ------------- | ------------------------- | ------------------------------------ |
| 2011 – Maputo      | Ilham Eldjou  | Dhouha Ben Othman         | Thato Malunga Amy Ba                 |
| 2015 – Brazzaville | Yassmin Attia | Dany Dieudonné Mba Minisa | Oceanne Mylene Ganiero Thato Malunga |

#### Jeux asiatiques
| Jeux           | Or             | Argent           | Bronze                      |
| -------------- | -------------- | ---------------- | --------------------------- |
| 2010 – Canton  | Lê Bích Phương | Miki Kobayashi   | Fatemeh Chalaki Ahn Tae-eun |
| 2014 – Incheon | Wen Tzu-yun    | Sabina Zakharova | Mae Soriano Miki Kobayashi  |

#### Jeux européens
| Jeux         | Or          | Argent           | Bronze         |
| ------------ | ----------- | ---------------- | -------------- |
| 2015 – Bakou | Emily Thouy | Jelena Kovačević | Ilaha Gasimova |

#### Jeux panaméricains
| Jeux               | Or               | Argent        | Bronze                          |
| ------------------ | ---------------- | ------------- | ------------------------------- |
| 2011 – Guadalajara | Shannon Nishi    | Karina Díaz   | Valéria Kumizaki Jessy Reyes    |
| 2015 – Toronto     | Valéria Kumizaki | Kate Campbell | Jessy Reyes Alessandra Vindrola |

#### Championnats d'Europe
| Championnats       | Or               | Argent             | Bronze                                  |
| ------------------ | ---------------- | ------------------ | --------------------------------------- |
| 2009 – Zagreb      | Jelena Kovačević | Natasa Ilievska    | Gema Alias Fernandez Stefania Sandu     |
| 2010 – Athènes     | Sara Cardin      | Jelena Kovačević   | Serap Özçelik Anna Fajkowska            |
| 2011 – Zurich      | Natasa Ilievska  | Jelena Kovačević   | Stéphanie Barré Monika Višňovská        |
| 2012 – Adeje       | Jelena Kovačević | Jana Bitsch        | Lucie Ignace Jana Vojtikevicova         |
| 2013 – Budapest    | Tuba Yenen       | Sara Cardin        | Beatrix Tóth Jana Vojtikevicova         |
| 2014 – Tampere     | Sara Cardin      | Jennifer Warling   | Emily Thouy Zhanna Melnyk               |
| 2015 – Istanbul    | Emily Thouy      | Tuba Yakan         | Jennifer Warling Cristina Ferrer García |
| 2016 – Montpellier | Sara Cardin      | Anzhelika Terlyuga | Büşra Tosun Cristina Ferrer García      |